# Santo Tomas (Pangasinan)
Santo Tomas è una municipalità di quinta classe delle Filippine, situata nella Provincia di Pangasinan, nella regione di Ilocos.
Santo Tomas è formata da 10 baranggay:
- La Luna
- Poblacion East
- Poblacion West
- Salvacion
- San Agustin
- San Antonio
- San Jose
- San Marcos
- Santo Domingo
- Santo Niño